# Đảo chính Thái Lan 2006
Cuộc đảo chính Thái Lan 2006 diễn ra vào ngày 19 tháng 9 năm 2006, khi Quân đội Hoàng gia Thái Lan tổ chức một đảo chính chống lại chính phủ quản lý tạm thời được bầu cử của Thủ tướng Thaksin Shinawatra. Cuộc đảo chính này, mà là sự thay đổi chính trị đầu tiên của Thái Lan không theo hiến pháp trong mười lăm năm kể từ đảo chính Thái Lan 1991, diễn ra sau một năm khủng hoảng chính trị liên quan đến Thaksin, đồng minh của ông và đối thủ chính trị, và xảy ra ít hơn một tháng trước khi cuộc bầu cử Quốc hội trên toàn quốc được lên kế hoạch tổ chức. Nó đã được rộng rãi đưa tin ở Thái Lan và nơi khác rằng Tướng Prem Tinsulanonda, một người quan trọng trong liên kết quân chủ, Chủ tịch Hội đồng Tham mưu, là người chủ mưu của cuộc đảo chính. Quân đội hủy bỏ cuộc bầu cử dự kiến vào ngày 15 tháng 10, hủy bỏ hiến pháp năm 1997, giải tán Quốc hội và tòa án hiến pháp, cấm biểu tình và tất cả các hoạt động chính trị, đàn áp và kiểm duyệt truyền thông, tuyên bố lệnh quân sự trên toàn quốc và bắt giữ các bộ trưởng.
Những nhà lãnh đạo mới, do Tướng Sonthi Boonyaratglin dẫn đầu và tổ chức dưới dạng Hội đồng Cải cách Dân chủ (CDR), phát đưa ra một tuyên bố vào ngày 21 tháng 9 nêu rõ lý do họ lên nắm quyền và cam kết phục hồi chính phủ dân chủ trong vòng một năm. Tuy nhiên, CDR cũng thông báo rằng sau cuộc bầu cử và việc thành lập một chính phủ dân chủ, hội đồng sẽ được biến đổi thành một Hội đồng An ninh Quốc gia (CNS) mà vai trò tương lai của nó trong chính trị Thái Lan không được giải thích. CNS sau đó soạn thảo một hiến chương tạm thời và bổ nhiệm Tướng hưu Surayud Chulanont làm Thủ tướng. Lệnh quân sự đã được hủy bỏ ở 41 trong tổng số 76 tỉnh của Thái Lan vào ngày 26 tháng 1 năm 2007 nhưng vẫn còn hiệu lực ở 35 tỉnh khác.
Cuộc bầu cử đã diễn ra vào ngày 23 tháng 12 năm 2007, sau khi một tòa án do quân đội chỉ định cấm đảng Thai Rak Thai (TRT) của Thaksin Shinawatra và cấm các lãnh đạo TRT tranh cử trong năm năm.
Cuộc đảo chính năm 2006 được gọi là cuộc đảo chính chưa hoàn thành sau khi một tướng quân đội khác là Prayut Chan-o-cha tổ chức đảo chính Thái Lan 2014 tám năm sau đó chống lại chính phủ của Yingluck Shinawatra, em gái của Thaksin Shinawatra, bằng cách loại bỏ chính phủ của cô. Đảo chính năm 2014 đã kiểm soát đất nước trong năm năm, lâu hơn nhiều so với đảo chính năm 2006, và soạn thảo các thượng nghị sĩ junta để tham gia vào việc bầu cử thủ tướng.